# Râul Meiele
Râul Meiele este un curs de apă, afluent al râului Geamărtălui. 